# Djebel al Qara
Le djebel al Qara est un petit massif montagneux situé au Sud du Sultanat d'Oman, dans le Dhofar. Encadré par le djebel al Qamr à l'ouest et le djebel Samhan à l'est, il s'élève au nord de Salalah, ville portuaire et capitale régionale, qui se trouve dans la plaine, en bordure de la mer d'Arabie. 